# Empecta pexicollis
Empecta pexicollis är en skalbaggsart som beskrevs av Dewailly 1950. Empecta pexicollis ingår i släktet Empecta och familjen Melolonthidae. Inga underarter finns listade i Catalogue of Life.